# 深山直子
深山 直子（ふかやま なおこ、1976年 - ）は、日本の文化人類学者、東京都立大学准教授。主な研究領域は、社会人類学、先住民研究、オセアニア研究、沖縄研究。
慶應義塾大学文学部卒業。東京都立大学大学院社会科学研究科博士課程単位取得退学。2009年、「現代ニュージーランドにおける先住民マオリの運動に関する社会人類学的研究」により、東京都立大学から博士（社会人類学）を取得。 日本学術振興会特別研究員（PD：お茶の水女子大学）などを経験。
2011年、東京経済大学コミュニケーション学部専任講師。2013年、准教授。2015年3月をもって東京経済大学を退任し、首都大学東京都市教養学部准教授に着任。

## 主な著書

### 単著
- 現代マオリと「先住民の運動」、風響社、2012年

### 共編著
- 久米島の人と自然：小さな島の環境保全活動、築地書館、2015年